# Electrolux

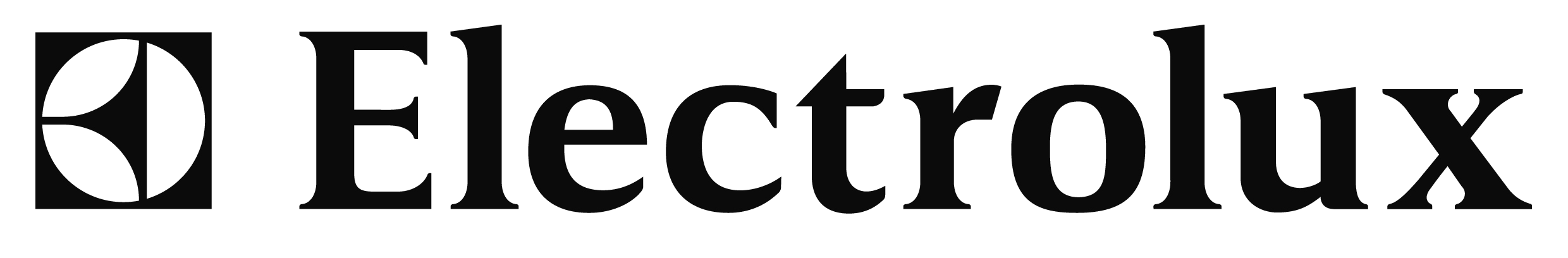

Electrolux AB (cunoscut frecvent ca Electrolux, suedeză: [ɛˈlɛ̂kːtrʊˌlɵks, –––ˈ–]) este o companie producătoare de electrocasnice din Suedia.
Compania este al doilea mare producător mondial de electrocasnice, după Whirlpool.
Electrolux este producător de aspiratoare, mașini de spălat, congelatoare și frigidere, iar printre mărcile sale se numără AEG, Zanussi, Eureka și Frigidaire.
În luna mai 2008, compania a anunțat că va închide fabrica de frigidere din Italia, Scandicci, operațiune care va costa aproximativ 102 milioane USD.
Compania a mutat deja majoritatea producției sale spre zonele mai ieftine din afara Europei Occidentale și America de Nord.
În 2007, Electrolux a realizat un profit operațional de 510 milioane Euro

## Electrolux în România
Compania este prezentă și în România din anul 1995 și cuprinde o divizie de vânzări și marketing în București și o fabrică de aragaze la Satu Mare, la care deține 99,52% din acțiuni.
Fabrica de la Satu Mare a fost preluată în 1997 și s-a numit până atunci Samus.
Principalele țări în care este exportată producția din România sunt Rusia, Suedia, Norvegia și Israel.
În anul 2008, la fabrica de la Satu Mare lucrau mai mult de 1.700 de oameni.
Număr de angajați:
- 2012: 900 [11]
- 1997: 2.300 [11]

Cifra de afaceri în 2003: 105 milioane euro.